# Consiliul Național al Minorității Naționale Române din Serbia
Consiliul Național al Minorității Naționale Române (CNMNR) din Serbia, cu sediul la Novi Sad, este un organ juridic de realizare a autonomiei române în domeniul culturii, învățământului, informării și a uzului oficial al limbii române. CNMNR îi reprezintă pe toți românii din Republica Serbia, indiferent de denumirile care li se atribuie (români, rumâni sau vlahi).
Prin denumirea de Consiliul Național al Românilor și Valahilor din Serbia, folosită preponderent în limba sârbă, se dorește reunirea celor două rubrici menținute artificial la recensământul populației din 2002. (cf. Declarația de la Belgrad) Consiliul este format din 21 de membri. Membrii forului au ales următoarea conducere a C.N.R.: Daniel Petrovici din Torac (președinte), Viorel Luca din Coștei (prim-vicepreședinte), Ionel Cipu din Torac (vicepreședinte, departamentul învățământ), Traian Pancaricean din Sărcia (vicepresedinte, departamentul utilizarea muncii), Georgeta Secosan din Torac (vicepresedinte, departamentul informații), Vasile Barbu din Uzdin (vicepreședinte, departamentul cultură), Marcel Drăgan din Novi Sad (secretar).
La 4 septembrie 2004 a avut loc Adunarea Extraordinară a electorilor pentru alegerea unui nou CNMNR, la care au participat 255 de electori. S-a candidat pe două liste: pe prima, numită „lista A”, au candidat foștii membri ai Consiliului Național; pe a doua, „lista B”, s-au găsit membri ai Comunității Românilor din Serbia (Voivodina), ai Alianței Românilor din Voivodina și ai Mișcării Democrate a Românilor din Serbia (Timoc). Lista B a obținut 11 locuri în consiliu, iar foștii membri 10 locuri. Partidul Democrat al Românilor din Serbia (Timoc) a anunțat cu câteva zile înainte că nu va participa la adunarea de la Vârșeț, în Voivodina, pentru că denumirea în limba sârbă a consiliului îi deranja.
CNMNR își desfășoară activitatea prin patru departamente (Departamentul pentru informații, Departamentul pentru învățământ, Departamentul pentru cultură și Departamentul pentru uzul oficial al limbii). Consiliul are birouri la Cladova, Vârșeț, Uzdin și Torac.
Reprezentanții principalelor partide, asociații și organizații ale românilor din Serbia (Comunitatea Românilor din Serbia, Partidul Democrat al Românilor din Serbia, Alianța Românilor din Voivodina, Mișcarea Democrată a Românilor din Serbia din Timoc și Asociația pentru cultura vlahilor-românilor Ariadnae Filum) au semnat și emis la 10 mai 2004 Declarația de la Belgrad, prin care și-au exprimat dorința de a înființa un consiliu național comun pentru minoritatea română de la nord și sud de Dunăre.
Acesta și-a început activitatea ca reprezentant al românilor din Voivodina și Valea Timocului în septembrie 2004 (înlocuind vechiul consiliu care era format doar din reprezentanți ai românilor din Voivodina).
Din cei 21 de reprezentanți aleși pe liste, 4 sunt  reprezentanți ai românilor/vlahilor din Timoc, fiind pentru prima dată când această comunitate etnică este inclusă într-un astfel de organism.
Consiliul Național al Minorității Naționale Române este recunoscut de Ministerul Afacerilor Externe din România și face parte din „Consiliul Provincial al Comunităților Naționale” din Voivodina, în care președintele CNMNR are statut de membru.